# Institute of Radio Engineers

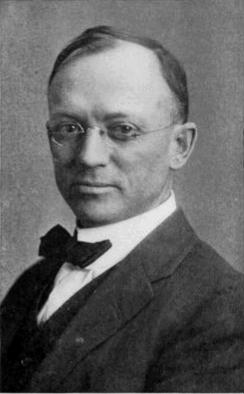
Robert Henry Marriott, primo presidente dell'IRE (1914)

Lo Institute of Radio Engineers (acronimo IRE), è stata un'organizzazione professionale nel campo delle comunicazioni elettriche "wireless", fondata a New York nel 1912

allo scopo far progredire gli aspetti teorici e pratici delle trasmissioni radio e delle tecnologie associate. 
Il primo presidente dell'Istituto fu Robert Henry Marriott.

Nello stesso anno fu costituita la prima commissione IRE per gli standard con il compito di stilare un rapporto per la definizione dei termini
. 

## Storia
All'epoca l'organizzazione professionale dominante nel campo dell'elettrotecnica era l'American Institute of Electrical Engineers (AIEE), giudicata dai fondatori dell'IRE eccessivamente focalizzata sulle questioni dell'energia elettrica. Inoltre l'IRE, a differenza della AIEE, istituto prettamente statunitense, cercava di assumere un carattere maggiormente sovranazionale. 
L'Institute of Radio Engineers pubblicò alcune riviste tecniche e partecipò attivamente alla definizione degli standard nel campo delle trasmissioni radio
.
Nel 1963 l'IRE si fuse con l'AIEE per dar vita all'attuale Institute of Electrical and Electronics Engineers (IEEE), divenuta la maggiore associazione tecnico-professionale del mondo.